# Under the Sign of Hell
Under the Sign of Hell är det tredje studioalbumet av norska black metal bandet Gorgoroth. Albumet släpptes 1997 av skivbolaget Malicious Records, och återutgavs 1999 av Century Black och igen som en nyinspelningsversion av Season of Mist 2005. 12" vinyl släppt av Agonia Records 2005, begränsad till 1000 kopior och återutgiven 2006 av Back on Black Records. En remastrad utgåva av albumet utgavs 2007 av Regain Records, som dessutom utgav en nyinspelat utgåva av albumet 2011 under namnet Under the Sign of Hell 2011.

## Låtlista
1. "Revelation of Doom" – 3.15
2. "Krig" – 2.43
3. "Funeral Procession" – 3.01
4. "Profetens åpenbaring" – 5.20
5. "Postludium" – 1.34
6. "Ødeleggelse og undergang" – 4.28
7. "Blood Stains the Circle" – 2.42
8. "The Rite of Infernal Invocation" – 6.49
9. "The Devil Is Calling" – 3.01

All text och musik är skriven av Infernus. 

## Medverkande
Musiker (Gorgoroth-medlemmar)
- Pest (Thomas Kronenes) – sång
- Grim (Erik Brødreskift) – trummor, percussion
- Infernus (Roger Tiegs) – gitarr, basgitarr
- Ares (Ronny Brandt Hovland) – basgitarr (spår 1)

Produktion
- Pytten (Eirik Hundvin) – producent, ljudtekniker, ljudmix
- Infernus – producent, ljudmix, redigering
- Eyeball Explosion – omslagsdesign